# Двалки
Двалки (итал. Dualchi) је насеље у Италији у округу Нуоро, региону Сардинија.
Према процени из 2011. у насељу је живело 667 становника. Насеље се налази на надморској висини од 322 м.

## Становништво
| 1936. | 1951. | 1961. | 1971. | 1981. | 1991. | 2001. | 2011. |
| ----- | ----- | ----- | ----- | ----- | ----- | ----- | ----- |
| 847   | 954   | 919   | 753   | 829   | 817   | 764   | 668   |